# Cercado (provins i Oruro)

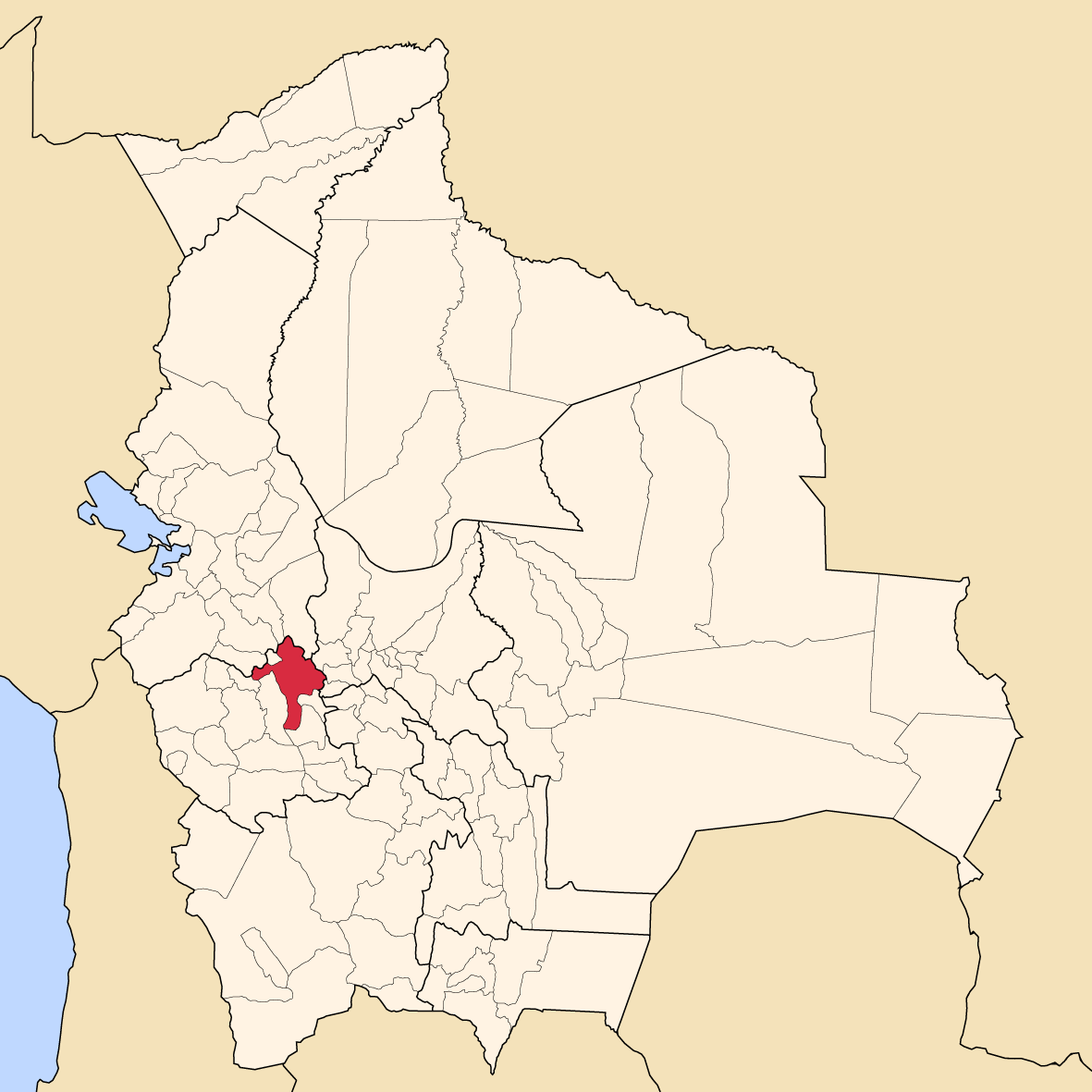
Provinsens läge i Bolivia

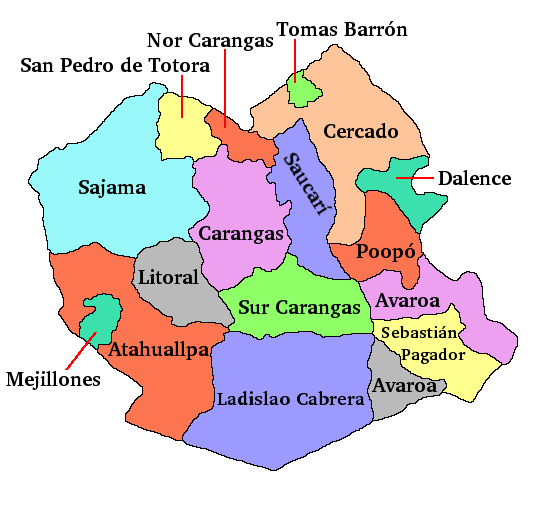
Provinser i Oruro

Cercado är en provins i departementet Oruro i Bolivia. Den administrativa huvudorten är Oruro.